# Янискоски (порог)
Янискоски (также Заячий падун, фин. Jäniskoski) — до возведения одноимённой ГЭС на его месте, представлял собой один из крупных порогов, на пограничной российской-норвежской реке Паз (Патсойоки) в 23 км от истока.
Этимологически топоним восходит к финскому языку: «jänis» — заяц и «koski» — порог.
Водопад исчез в связи со строительством плотины на его месте. Порог был впервые затоплен в при строительстве Янискоски ГЭС финнами 1938—1942 годах. В ходе отступления германские войска взорвали ГЭС. Впоследствии сектор Янискоски — Нискакоски площадью 176 км² был выкуплен Советским Союзом у Финляндии и присоединён к Мурманской области РСФСР 3 февраля 1947 года. Финская компания «Иматран Войма» восстановила электростанцию в 1947—1950 годах, для обслуживания ГЭС советскими властями был основан одноимённый посёлок, пришедший в упадок после распада СССР и упразднённый в 2001 году.